# Robert Clotworthy (saltador)
Robert Lynn Clotworthy (conocido como Bob Clotworthy; Newark, 8 de mayo de 1931-Salt Lake City, 1 de junio de 2018) fue un deportista estadounidense que compitió en saltos de trampolín y plataforma.
Participó en dos Juegos Olímpicos de Verano en los años 1952 y 1956, obteniendo dos medallas, bronce en Helsinki 1952 y oro en Melbourne 1956. Ganó dos medallas en los Juegos Panamericanos de 1955.

## Palmarés internacional
| Juegos Olímpicos     | Juegos Olímpicos          | Juegos Olímpicos  | Juegos Olímpicos |
| Año                  | Lugar                     | Medalla           | Prueba           |
| -------------------- | ------------------------- | ----------------- | ---------------- |
| 1952                 | Helsinki (Finlandia)      | Medalla de bronce | Trampolín 3 m    |
| 1956                 | Melbourne (Australia)     | Medalla de oro    | Trampolín 3 m    |
| Juegos Panamericanos |                           |                   |                  |
| Año                  | Lugar                     | Medalla           | Prueba           |
| 1955                 | Ciudad de México (México) | Medalla de plata  | Plataforma 10 m  |
| 1955                 | Ciudad de México (México) | Medalla de bronce | Trampolín 3 m    |